# Matucana polzii
Matucana polzii là một loài thực vật có hoa trong họ Cactaceae. Loài này được L. Diers, Donald & E. Zecher mô tả khoa học đầu tiên năm 1986.

## Hình ảnh

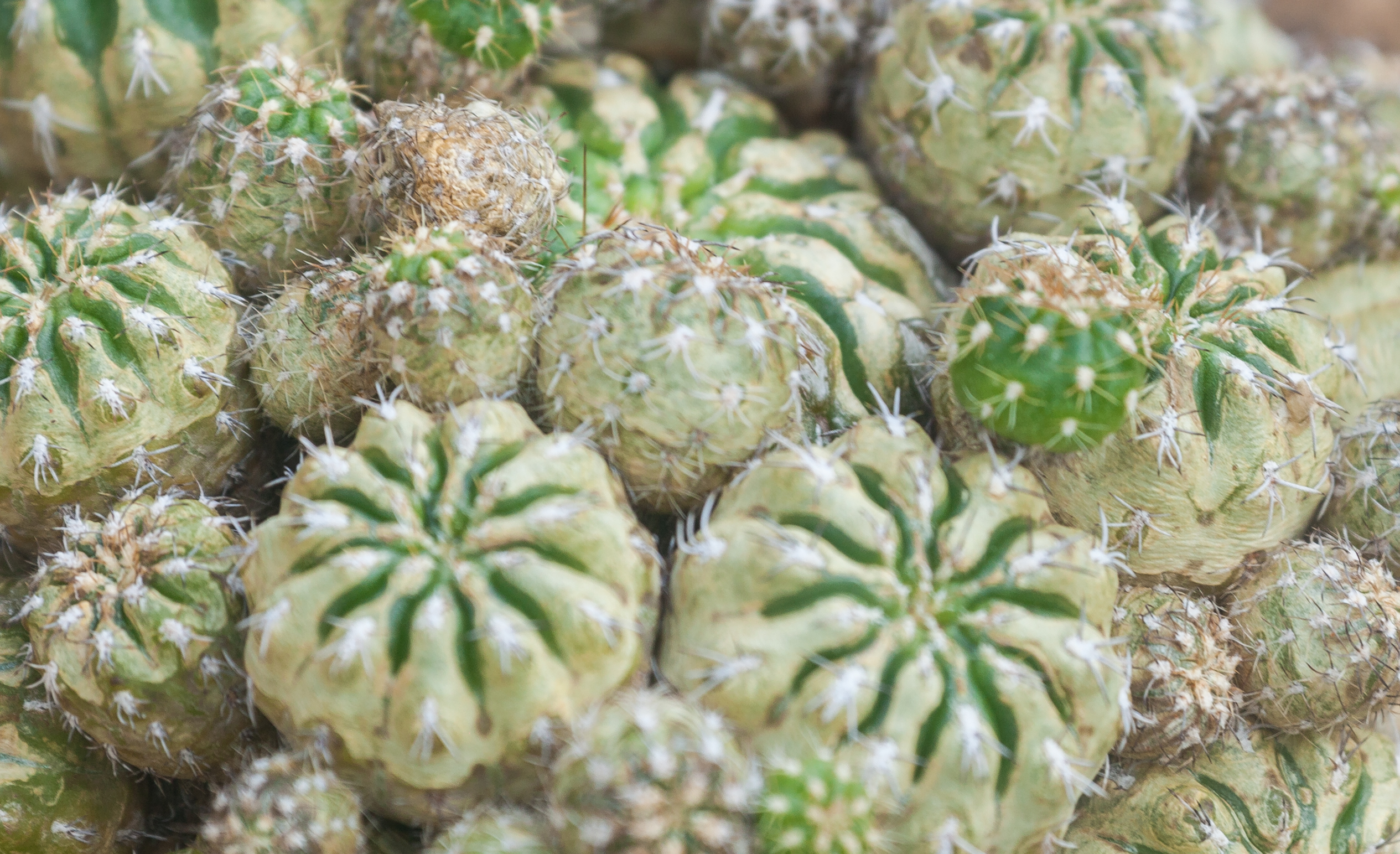
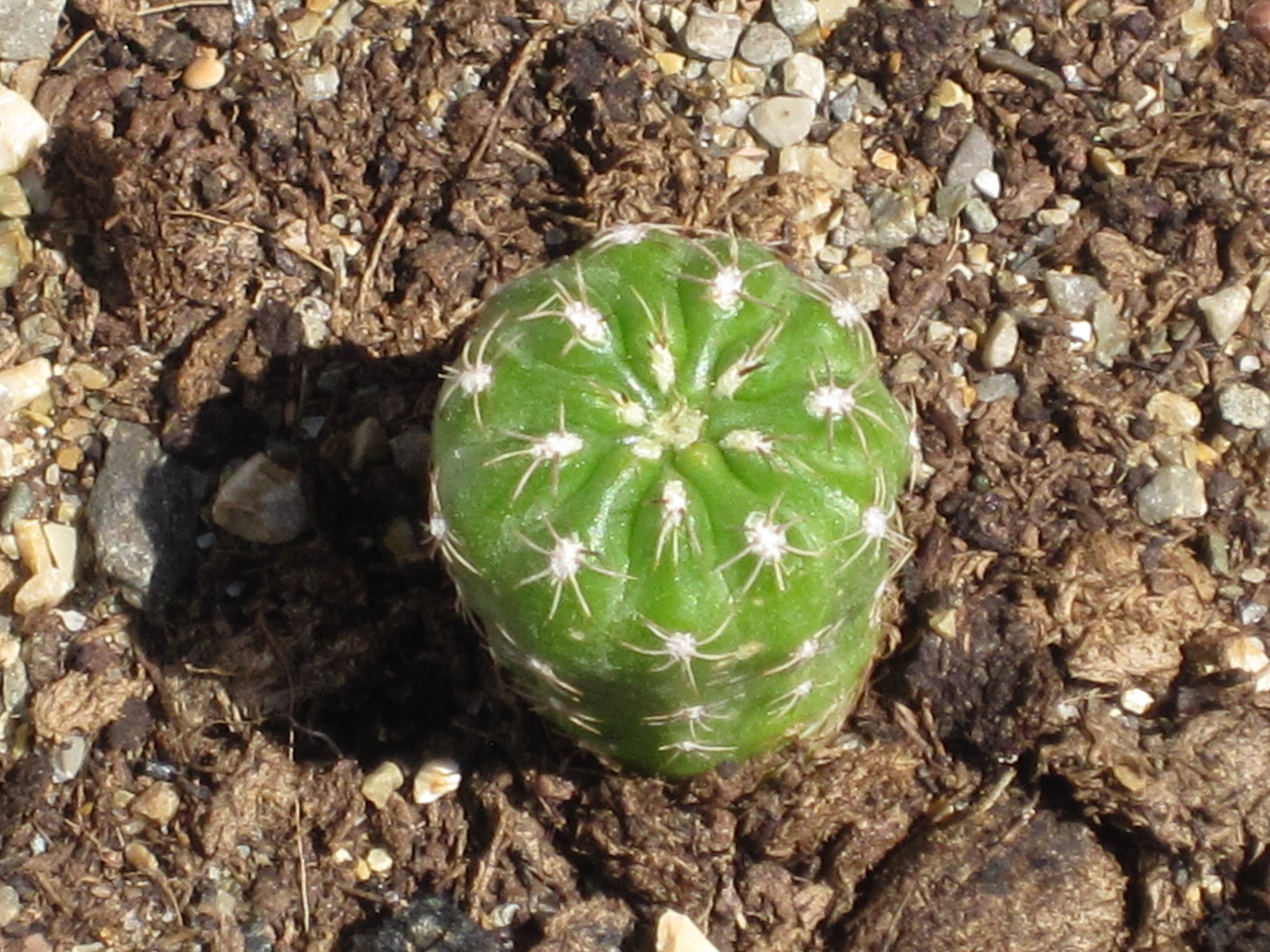
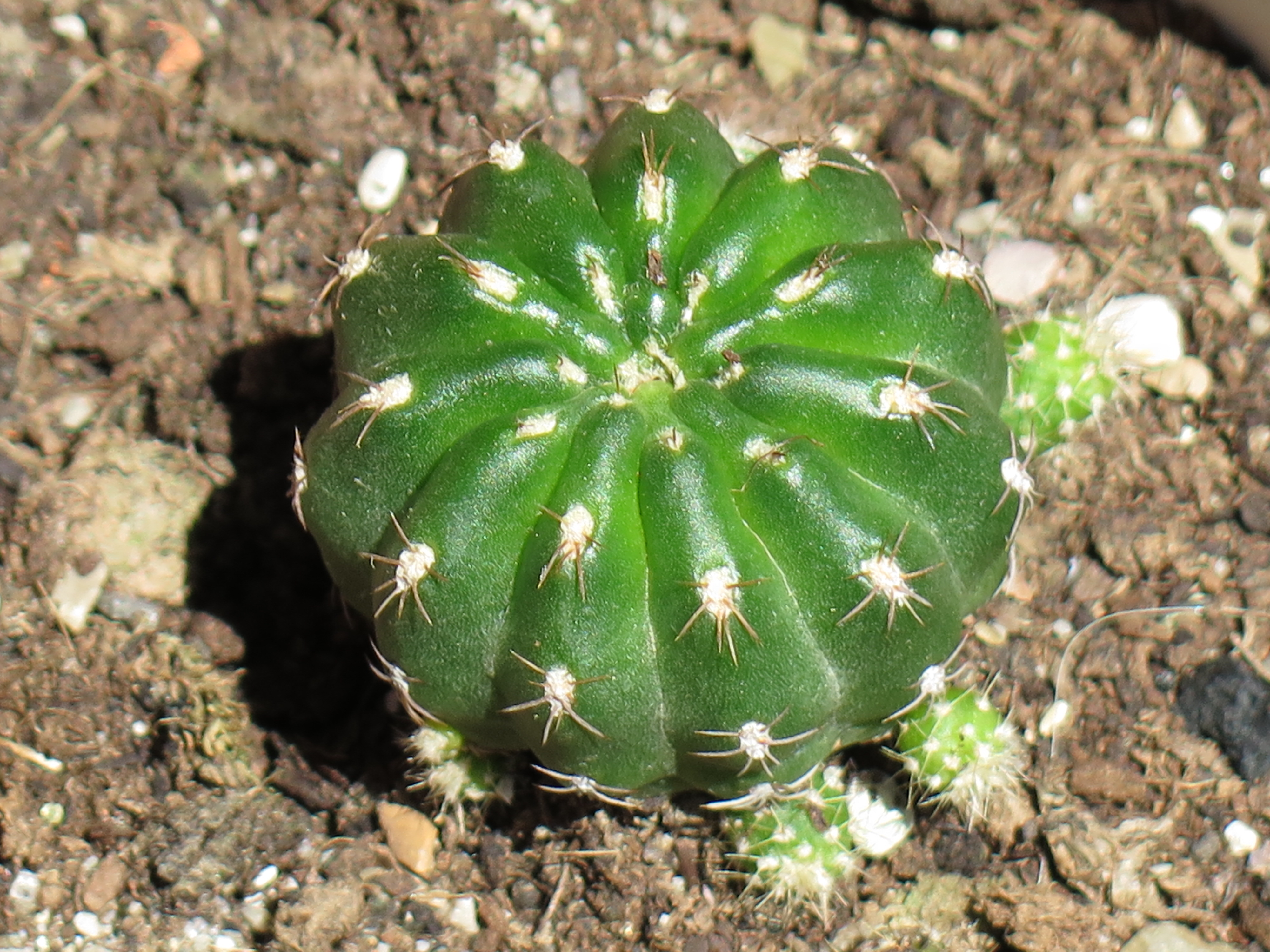